# Kanton Rians
Kanton Rians (fr. Canton de Rians) je francouzský kanton v departementu Var v regionu Provence-Alpes-Côte d'Azur. Tvoří ho šest obcí.

## Obce kantonu
- Artigues
- Ginasservis
- La Verdière
- Rians
- Saint-Julien
- Vinon-sur-Verdon